# Namita Bhaggoe-Ajodhia
Namita Bhaggoe-Ajodhia is een Surinaams danseres en dansdocente. Ze heeft een eigen dansschool (Namita Nritya Vidya Bhavan) en bracht in haar eerste twintig jaar elf dansproducties voort. Als coördinator van Surindia Glamour was ze verschillende jaren betrokken bij de organisatie van Miss India Suriname; zelf won ze deze titel in 2000.

## Biografie
Namita Ajodhia deed op haar derde haar eerste Bollywood-danspasjes en mocht vanaf haar vijfde met haar oudere zus Ashra op dansles in het Indiaas Cultureel Centrum (ICC). Hun moeder bracht hen elke keer met de auto ernaartoe. Toen haar zus geen zin meer aan dansen had, hield het voor beide op. Drie jaar later veranderde dat toen het ICC de Indiase dansleraar Ram Mohan Mishra voor lessen naar Suriname had gehaald. Ze begon in die tijd bij het ICC ook zelf les te geven aan jonge kinderen en gaf diverse gastoptredens bij evenementen, musicals en songfestivals. Dansen die ze tot dan toe kende, waren de kathak en de stijlen die in Bollywood-films worden vertoond.
In 1996 zag ze een uitvoering in de Zuid-Indiase stijl bharata natyam door de Nederlandse Geeta Ramlal in Hotel Torarica. Ze wist meteen dat ze deze dans wilde kunnen, en ging bij haar komst in 1997 in de leer bij Madhoerie Jagmohan. Ze bereikte haar arangetram (afstudeerpresentatie) op 18 mei 2001, bij de eerste lichting afgestudeerden van Jagmohan. Daarnaast studeerde ze civiele techniek aan de universiteit.
Op 4 juni 2001 startte ze haar eigen dansschool, Namita Nritya Vidya Bhavan. Naast bharata natyam geeft ze les in volksdansen, fusion en dansen uit films. Daarnaast geeft ze terugkerend optredens in tempels en grote shows in Theater Thalia. In de eerste twintig jaar sinds de oprichting van haar school voerde ze elf dansproducties op en studeerden verschillende leerlingen bij haar af. In 2019 gaf ze een dansshow op Saint Vincent.
Daarnaast was ze rond 2010 coördinator van Surindia Glamour, de organisatie achter Miss India Suriname van 2006 tot 2011. In 2000 was ze zelf winnares van deze competitie.
Tijdens de coronacrisis in Suriname kwamen de danslessen stil te leggen en gebruikte ze de tijd om mee te werken aan een boek over bharata natyam en de ervaringen van haar en haar leermeester Madhoerie Jagmohan. In 2023 en 2024 trad haar dansschool op in Curaçao.